# Paul Félix Brunache
Paul Félix Brunache, né à Constantine le 30 mai 1859 et mort à Tlemcen le 16 juin 1912, est un explorateur français.

## Biographie
Administrateur adjoint des communes mixtes d'Algérie (Aïn Fezza), il prend part en 1891 à la mission Dybowski envoyée par le Comité de l'Afrique française sur les traces de Paul Crampel qui a disparu. Edmond Ponel, nouveau chef de poste de Bangui, les accueille (avec Dybowski), le 17 août 1891. 
Brunache est le fondateur, en 1892 du poste colonial français de Ouadda situé sur l'Oubangui, entre Bangui et Kouango.
Il devient ensuite le second de Casimir Maistre lors de son expédition de l'Oubangui à la Bénoué (1892-1893). Il en sort en 1894 le récit Le Centre de l'Afrique : autour du Tchad.